# Myzus japonensis
Myzus japonensis är en insektsart som beskrevs av Miyazaki 1968. Myzus japonensis ingår i släktet Myzus och familjen långrörsbladlöss. Inga underarter finns listade i Catalogue of Life.